# 20070 Koichiyuko
20070 Koichiyuko este un asteroid din centura principală de asteroizi.

## Descriere
20070 Koichiyuko este un asteroid din centura principală de asteroizi. A fost descoperit pe 8 decembrie 1993 la Ōizumi de Takao Kobayashi. Asteroidul prezintă o orbită caracterizată de o semiaxă mare de 2,27 ua, o excentricitate de 0,22 și o înclinație de 7,2° în raport cu ecliptica.